# コンドッティエーレ

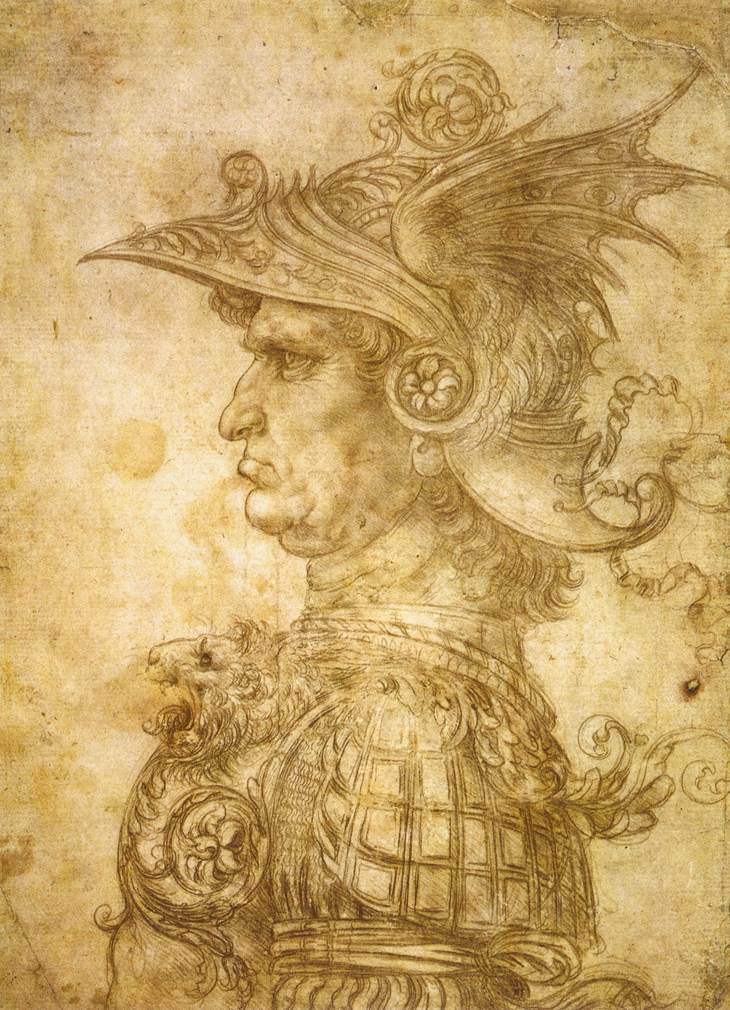
「コンドッティエーレ」（レオナルド・ダ・ヴィンチ）

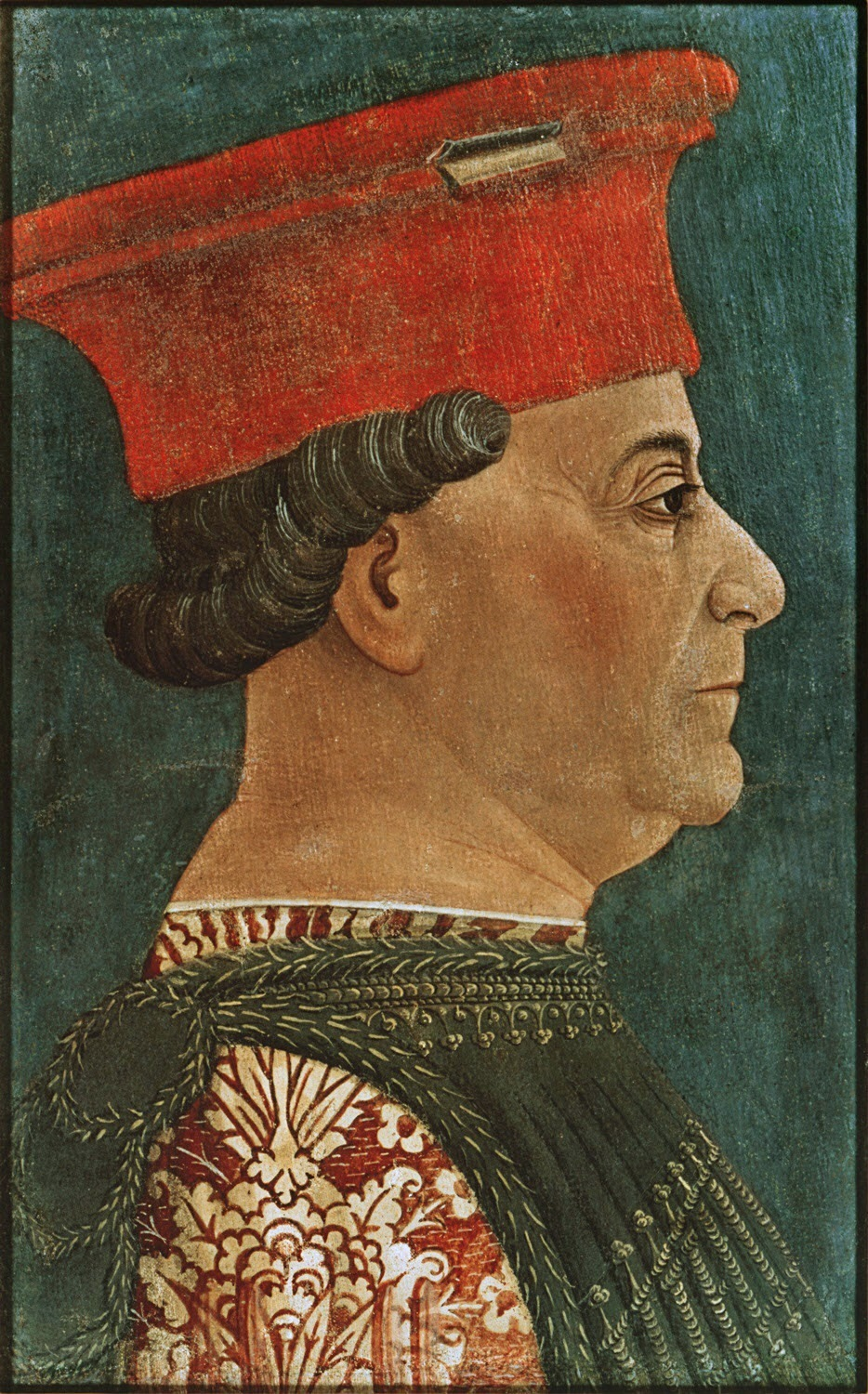
フランチェスコ・スフォルツァ、ミラノ公となった15世紀のコンドッティエーレ。ボニファーチョ・ベンボの絵画

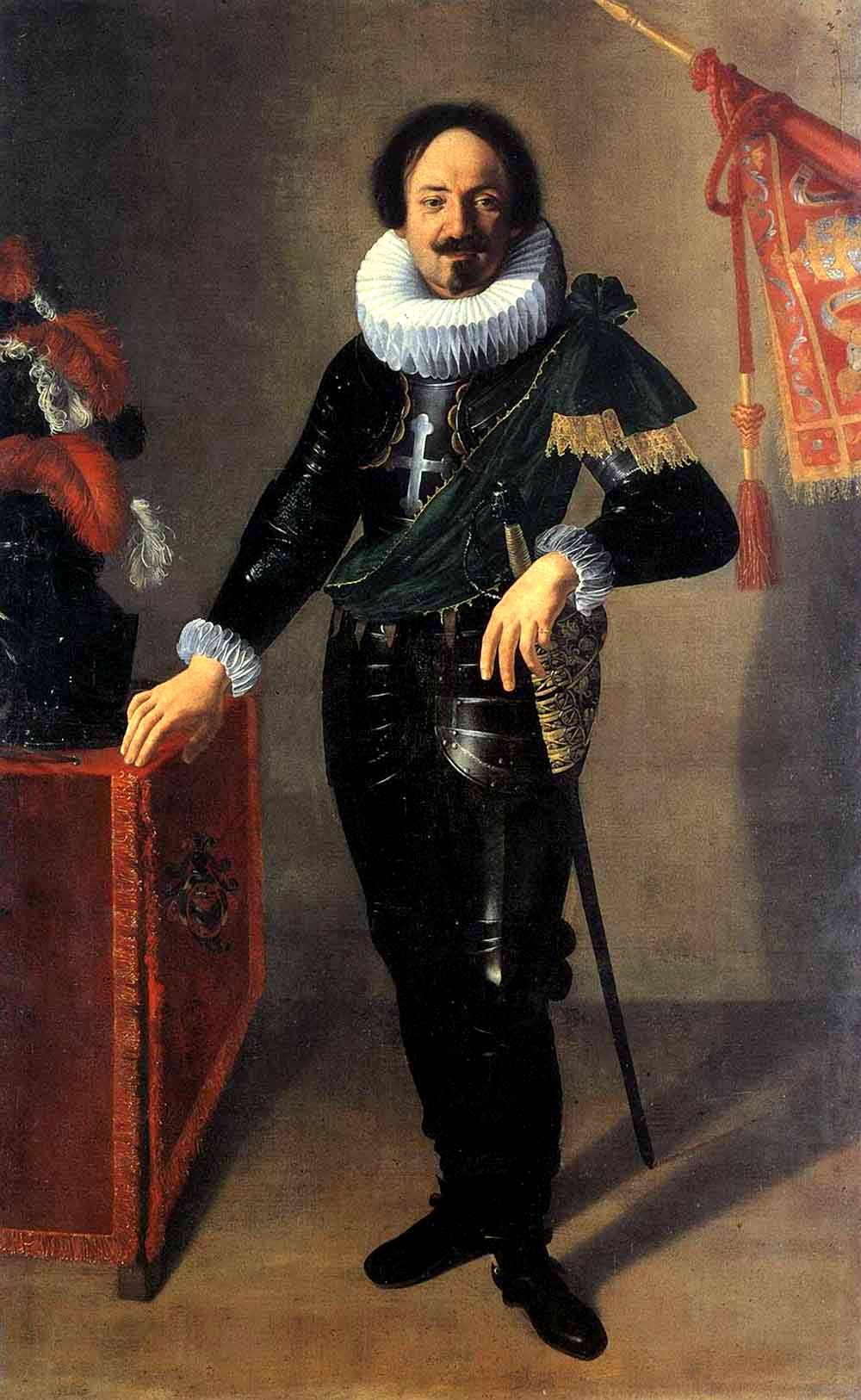
コンドッティエーロの肖像、17世紀半ばのアルテミジア・ジェンティレスキの絵画。この時代は、コンドッティエーレのいた時代の終わりにあたる

コンドッティエーレ（condottiere）は、中世末期から近世にかけて活躍したイタリア人の傭兵、傭兵隊長をいう。複数形のコンドッティエーリ（condottieri）の形でも使用する。ちなみに発音は古イタリア語で、現代イタリア語ではcondottiero（コンドッティエーロ）がより正しく、「契約する者」を意味する。転じて、イタリア以外の国々でもしばしば高名な傭兵をこの名で呼ぶ習慣が出来た（ヴァレンシュタインもこの名で呼ばれたという）。
中世から近世のイタリアは東方貿易によってヨーロッパの文化と経済の中心地として栄えており、特にヴェネツィア共和国やフィレンツェ共和国、ジェノヴァ共和国、シエナ共和国など規模の大きい地方国家は莫大な富を得ていた。しかし、同じく利潤を得ている存在でも既存の権力機構に組み込まれているミラノ公国やナポリ王国とは違って、これらの国々は周辺国から常に妬みと野心の対象とされていた。したがって彼らは、市民軍の他に大量の傭兵部隊を雇用するのが伝統となっていた。
最初のうち、これらの受け皿となったのはイタリアに野心を持つ神聖ローマ皇帝、アンジュー家、アラゴン家など外国人君主に伴われてイタリアへ来た外国兵、それに比較的少数ではあったが、貧困な地方の流民たちだった。この傭兵需要は、「冒険団」（Compagnie di Ventura）を生み出した。主として外国人からなるこの冒険団は程なくしてイタリア人自身が担うようになり、さらには地方の小領主（シニョリーア）が自国の徴用兵ごと「傭兵」として自身を売り込むようになっていった。彼らと雇い主の間では契約（コンドッタ）が結ばれ、そこからコンドッティエーレと呼ばれるようになった。
こうしたイタリア独自の傭兵制度の中で、傭兵隊長たちは栄達の機会をつかむことも少なくなかった。フランチェスコ・スフォルツァやフランチェスコ・ブッソーネ・ダ・カルマニョーラのような大きな成功例を挙げるまでもなく、多くのコンドッティエーレは諸国や地方領主から重職を委ねられた。またイタリア人の傭兵隊長たちは、ルネサンスの万能人思想に影響されてか、粗野で野蛮であるよりも、洗練され教養のある人間であることを尊んだ。戦術にしてみても、騎士道精神に立脚する蛮勇よりも、自らの祖先であるラテン人が古代ローマで行った戦術を模倣することを好んだ。すなわち、勝てる状況を作り出した上で戦うのが戦の上策であり、負け戦は積極的にかかわるのを避けたし、また全滅するまで戦うのではなく、勝つ見込みがあるまで戦うのが基本だった。このことは、同時代人のマキャヴェッリによって辛辣に批判されたが、これは市民軍の組織に失敗したマキャヴェリの私怨も多分に含まれている。
また数は多くないが、アンドレア・ドーリアなどの「海のコンドッティエーレ」も存在した。主にジェノヴァ共和国や教会軍が活用したが、逆にヴェネツィア共和国は決して雇わなかった。

## 有名なコンドッティエーレ
- アルベリコ・ダ・バルビアーノ（Alberico da Barbiano） ロマーニャ地方の傭兵隊長。サン・ジョルジョ傭兵隊を組織した。
- フランチェスコ・スフォルツァ（Francesco Sforza） のちミラノ公となる。
- フランチェスコ・ブッソーネ・ダ・カルマニョーラ（Carmagnola） 農民出身。ミラノ公国に仕えて武功により公女を娶る。爵位を与えられたのち、敵のヴェネツィア共和国に雇われミラノ軍を破った。その功績の著しさゆえ、かえって野心の表れと疑われて斬首された。
- カストルッチョ・カストラカーニ（Castruccio Castracani） ルッカのシニョーレとなった。
- フェデリーコ・ダ・モンテフェルトロ（Federico da Montefeltro） ウルビーノ公爵。
- ガッタメラータ（Gattamelata） 一介のパン屋の倅からヴェネツィア陸軍総司令官にまで上り詰めた。
- バルトロメーオ・コッレオーニ（Bartolomeo Colleoni） ヴェネツィアに仕えた傭兵隊長。
- アンドレア・ドーリア（Andrea Doria） ジェノヴァ共和国出身の、海の傭兵隊長。ジェノヴァだけでなくフランスやスペインにも雇われ、バルバロス・ハイレッディン率いるオスマン帝国艦隊とも戦った。
- ジョン・ホークウッド（John Hawkwood） イングランド出身の傭兵隊長。皮なめし職人の息子から、最後はローマ教皇に仕えるフィレンツェ総司令官となった。